# Алепизавры
Алепизавры (лат. Alepisaurus) — род лучепёрых рыб семейства алепизавровых (Alepisauridae). Представители рода широко распространены в тропических, субтропических и умеренных водах всех океанов. Встречаются на глубине до 1800 м. Максимальная длина тела варьирует от 215 см (A. ferox) до 96 см (A. brevirostris).

## Классификация
В состав рода включают два вида:
- Alepisaurus brevirostris Gibbs, 1960 — Короткорылый алепизавр
- Alepisaurus ferox Lowe, 1833 — Длиннорылый алепизавр